# Vinnie Johnson
Vincent «Vinnie» Johnson (Brooklyn, Nueva York, 1 de septiembre de 1956) es un exjugador de baloncesto estadounidense que jugó 13 temporadas en la NBA, y que fue clave para los Detroit Pistons que ganaron los campeonatos de 1989 y 1990. 
Johnson se ganó el sobrenombre de "Microwave" (horno microondas) gracias a Danny Ainge de los Boston Celtics por su habilidad de anotar muchos puntos en un muy corto período. El 19 de junio de 1990, Vinnie encestó un tiro desde 5 metros a falta de siete décimas para el final, venciendo a los Portland Trail Blazers 92-90 en el quinto partido de las finales, dándole el campeonato a los Pistons (y adjudicándose el apodo de "007"). 
Su hermano Eric Johnson también jugó profesionalmente al baloncesto, jugando la mayor parte de su carrera en Europa.

## Trayectoria deportiva

### Universidad
Tras jugar dos años en el Community College de Mclennan, jugó durante dos temporadas con los Bears de la Universidad Baylor, en las que promedió 24,1 puntos, 5,6 asistencias y 5,4 rebotes por partido. En sus dos temporadas con los Bears fue elegido en el mejor quinteto de la Southwest Conference, conservando hoy en día el récord de más puntos en un partido, con 50 ante Texas Christian. En su última temporada fue también incluido en el segundo quinteto All-American.

### Profesional
Fue elegido en la séptima posición del 1979 por Seattle SuperSonics, donde jugó dos temporadas completas, ganándose la confianza del entrenador en la segunda, actuando como sexto hombre, promediando 13,0 puntos, 4,5 rebotes y 4,2 asistencias por partido.
A poco de comenzada la temporada 1981-82 fue traspasado a Detroit Pistons a cambio de Greg Kelser. Allí se unió a un grupo que todo el mundo conocería como Bad Boys,
Por las características de su juego, Johnson podía suplir tanto a Isiah Thomas como base puro o a Joe Dumars en el puesto de 2. Su capacidad para meterse en el juego y anotar en un corto espacio de tiempo le valieron el apodo de "microondas", que se lo puso el jugador de Boston Celtics Danny Ainge. Durante 10 temporadas desempeñó el papel de sexto hombre, siendo su mejor campaña la 1982-83, en la que promedió 15,8 puntos, 4,3 rebotes y 3,7 asistencias por partido.
Ganó dos anillos de la NBA, en 1989 y 1990, siendo especialmente recordado este último, en el cual consiguió la canasta decisiva en el quinto partido ante Portland Trail Blazers a falta de tan solo 7 décimas de segundo para el final, lo que les dio el campeonato, e hizo que se ganara un nuevo apodo: "007".
Antes del comienzo de la temporada 1991-92 fue despedido por los Pistons, fichando como agente libre por los San Antonio Spurs. Con 35 años cumplidos jugó su última temporada como profesional, promediando 8 puntos y 3 rebotes por partido.

### Retirada
El 5 de febrero de 1994 los Pistons le rindieron homenaje, retirando su camiseta con el número 15.
El 27 de enero del 2006 finalmente regresó al The Palace of Auburn Hills (estadio de los Pistons) durante un partido contra los Memphis Grizzlies. Diez mil figurines de Vinnie Johnson fueron regalados ese día.

## Estadísticas de su carrera en la NBA
|  | Denota temporada en la que fue Campeón de la NBA |

### Temporada regular
| Año     | Equipo      | PJ  | PT  | MPP  | %TC  | %3P  | %TL  | RPP | APP | ROB | TPP | PPP  |
| ------- | ----------- | --- | --- | ---- | ---- | ---- | ---- | --- | --- | --- | --- | ---- |
| 1979-80 | Seattle     | 38  | —   | 8.6  | .391 | .000 | .795 | 1.4 | 1.4 | .5  | .1  | 3.2  |
| 1980-81 | Seattle     | 81  | —   | 28.5 | .534 | .200 | .793 | 4.5 | 4.2 | 1.0 | .2  | 13.0 |
| 1981-82 | Seattle     | 7   | 0   | 14.9 | .409 | .000 | .750 | 2.1 | 1.6 | .9  | .3  | 3.9  |
| 1981-82 | Detroit     | 67  | 15  | 17.8 | .493 | .273 | .754 | 2.1 | 2.4 | .7  | .3  | 7.7  |
| 1982-83 | Detroit     | 82  | 51  | 30.6 | .513 | .275 | .778 | 4.3 | 3.7 | 1.1 | .6  | 15.8 |
| 1983-84 | Detroit     | 82  | 0   | 23.3 | .473 | .211 | .753 | 2.9 | 3.3 | .5  | .2  | 13.0 |
| 1984-85 | Detroit     | 82  | 16  | 25.5 | .454 | .185 | .769 | 3.1 | 4.0 | .9  | .2  | 12.8 |
| 1985-86 | Detroit     | 79  | 12  | 25.0 | .467 | .154 | .771 | 2.9 | 3.4 | 1.0 | .3  | 13.9 |
| 1986-87 | Detroit     | 78  | 8   | 27.8 | .462 | .286 | .786 | 3.3 | 3.8 | 1.2 | .2  | 15.7 |
| 1987-88 | Detroit     | 82  | 1   | 23.6 | .443 | .208 | .677 | 2.8 | 3.3 | .7  | .2  | 12.2 |
| 1988-89 | Detroit     | 82  | 21  | 25.3 | .464 | .295 | .734 | 3.1 | 3.0 | .9  | .2  | 13.8 |
| 1989-90 | Detroit     | 82  | 12  | 24.0 | .431 | .147 | .668 | 3.1 | 3.1 | .9  | .2  | 9.8  |
| 1990-91 | Detroit     | 82  | 28  | 29.1 | .434 | .324 | .646 | 3.4 | 3.3 | .9  | .2  | 11.7 |
| 1991-92 | San Antonio | 60  | 23  | 22.5 | .405 | .317 | .647 | 3.0 | 2.4 | .7  | .2  | 8.0  |
| Total   | Total       | 984 | 187 | 24.7 | .464 | .254 | .740 | 3.2 | 3.3 | .9  | .3  | 12.0 |

### Playoffs
| Año   | Equipo      | PJ  | PT | MPP  | %TC  | %3P  | %TL  | RPP | APP | ROB | TPP | PPP  |
| ----- | ----------- | --- | -- | ---- | ---- | ---- | ---- | --- | --- | --- | --- | ---- |
| 1980  | Seattle     | 5   | —  | 2.4  | .333 | —    | —    | .4  | .4  | .2  | .0  | .4   |
| 1984  | Detroit     | 5   | —  | 26.4 | .370 | .000 | .895 | 2.8 | 2.4 | .2  | .2  | 10.2 |
| 1985  | Detroit     | 9   | 0  | 26.1 | .515 | .000 | .786 | 3.0 | 3.2 | .7  | .1  | 14.2 |
| 1986  | Detroit     | 4   | 0  | 21.3 | .449 | .000 | .538 | 4.3 | 2.8 | .8  | .0  | 12.8 |
| 1987  | Detroit     | 15  | 0  | 25.9 | .459 | .000 | .861 | 2.9 | 4.1 | .6  | .3  | 14.7 |
| 1988  | Detroit     | 23  | 0  | 20.7 | .423 | .143 | .660 | 3.3 | 1.9 | .7  | .2  | 10.3 |
| 1989  | Detroit     | 17  | 0  | 21.9 | .455 | .417 | .758 | 2.6 | 2.5 | .2  | .2  | 14.1 |
| 1990  | Detroit     | 20  | 0  | 23.2 | .462 | .286 | .791 | 2.8 | 2.7 | .4  | .2  | 10.3 |
| 1991  | Detroit     | 15  | 3  | 29.2 | .464 | .154 | .710 | 5.1 | 2.9 | .7  | .3  | 15.2 |
| 1992  | San Antonio | 3   | 0  | 23.0 | .458 | .500 | .500 | 2.7 | 2.3 | 1.7 | .3  | 8.3  |
| Total | Total       | 116 | 3  | 23.0 | .453 | .274 | .754 | 3.1 | 2.6 | .6  | .2  | 12.0 |